# Electric Tepee
Albums de Hawkwind
Palace Springs
(1991) It Is the Business of the Future to Be Dangerous
(1993)
Electric Tepee est le dix-septième album studio du groupe de space rock britannique Hawkwind. Il est sorti en 1992 sur le label Essential Records.
À la suite du départ de la chanteuse Bridget Wishart et du claviériste Harvey Bainbridge, le groupe est réduit à un trio.

## Fiche technique

### Chansons
| 1.    | L.S.D.               | Richard Chadwick, Alan Davey                                | 8:17 |
| 2.    | Blue Shift           | Alan Davey                                                  | 4:17 |
| 3.    | Death of War         | Dave Brock, Mark Rowntree (en)                              | 4:47 |
| 4.    | Secret Agent         | Dave Brock                                                  | 8:11 |
| 5.    | Garden Pests         | Dave Brock, Alan Davey                                      | 2:09 |
| 6.    | Space Dust           | Alan Davey                                                  | 5:18 |
| 7.    | Snake Dance          | Harvey Bainbridge, Dave Brock, Richard Chadwick, Alan Davey | 3:54 |
| 8.    | Mask of the Morning  | Dave Brock                                                  | 8:49 |
| 9.    | Rites of Netherworld | Dave Brock                                                  | 0:36 |
| 10.   | Don't Understand     | Dave Brock, Richard Chadwick, Alan Davey                    | 7:04 |
| 11.   | Sadness Runs Deep    | Dave Brock                                                  | 5:58 |
| 12.   | Right to Decide      | Dave Brock, Alan Davey                                      | 4:25 |
| 13.   | Going to Hawaii      | Dave Brock, Richard Chadwick, Alan Davey                    | 7:35 |
| 14.   | Electric Tepee       | Dave Brock                                                  | 3:07 |
| 74:27 |                      |                                                             |      |

### Musiciens
- Dave Brock : guitare, claviers, chant
- Alan Davey : basse, chant
- Richard Chadwick : batterie

### Classements et certifications
| Classement                    | Meilleure position |
| ----------------------------- | ------------------ |
| Royaume-Uni (UK Albums Chart) | 53                 |